# Министерство по делам детей и молодёжи Ирландии
Министерство по делам детей и молодёжи Ирландии несёт ответственность за детей и молодёжь.

## История
- Министерство гэлтахтов (1956-1993)
- Министерство искусств, культуры и гэлтахтов (1993-1997)
- Министерство искусств, наследия, гэлтахтов и островов (1997-2002)
- Министерство общин, сельских и гэлтахтов (2002-2010)
- Министерство общественного равенства и гэлтахтов (2010-2011)
- Министерство по делам детей и молодёжи (2011 -)